# Alpen Cup w skokach narciarskich 1990/1991
Alpen Cup w skokach narciarskich 1990/1991 – 1. edycja Alpen Cupu, która rozpoczęła się 15 grudnia 1990 roku w Andelsbuch, a zakończyła 23 lutego 1991 w Warmensteinach. Rozegrano 6 konkursów.

## Kalendarz i wyniki
| Lp.                                        | Data                                       | Miejscowość                                | Punkt K                                    | 1. miejsce       | 2. miejsce      | 3. miejsce        |
| ------------------------------------------ | ------------------------------------------ | ------------------------------------------ | ------------------------------------------ | ---------------- | --------------- | ----------------- |
| 1.                                         | 15 grudnia 1990                            | Andelsbuch                                 | K-80                                       | Marc Nölke       | Toni Thaumiller | Sébastien Frénot  |
| 2.                                         | 22 grudnia 1990                            | Planica                                    | K-90                                       | Damjan Fras      | Gerd Siegmund   | Marc Nölke        |
| 3.                                         | 12 stycznia 1991                           | Predazzo                                   | K-90                                       | Damjan Fras      | Marc Nölke      | Gerhard Schallert |
| 4.                                         | 19 stycznia 1991                           | Täsch                                      | K-90                                       | Martin Höllwarth | Damjan Fras     | Gerd Siegmund     |
| 5.                                         | 9 lutego 1991                              | Les Rousses                                | K-60                                       | Robert Meglič    | Urban Franc     | Xavier Arpin      |
| 5.                                         | 23 lutego 1991                             | Warmensteinach                             | K-80                                       | Martin Höllwarth | Xavier Arpin    | Gerd Siegmund     |
| Alpen Cup 1990/1991 – klasyfikacja końcowa | Alpen Cup 1990/1991 – klasyfikacja końcowa | Alpen Cup 1990/1991 – klasyfikacja końcowa | Alpen Cup 1990/1991 – klasyfikacja końcowa | Damjan Fras      | Gerd Siegmund   | Marc Nölke        |

## Klasyfikacja generalna
| Źródło  | Źródło           | Źródło | Źródło |
| Miejsce | Zawodnik         | Punkty |        |
| ------- | ---------------- | ------ | ------ |
| 1.      | Damjan Fras      | 77     |        |
| 2.      | Gerd Siegmund    | 67     |        |
| 3.      | Marc Nölke       | 63     |        |
| 4.      | Robert Meglič    | 58     |        |
| 5.      | Martin Höllwarth | 56     |        |
| 6.      | Urban Franc      | 54     |        |
| 7.      | Xavier Arpin     | 40     |        |
| 8.      | Aljoša Dolhar    | 39     |        |
| 8.      | Toni Thaumiller  | 39     |        |
| 10.     | Sébastien Frénot | 33     |        |
| ...     |                  |        |        |